# 小沢チルドレン
小沢チルドレン（おざわチルドレン）とは、日本の政治家小沢一郎がその党職または個人の立場から選挙指南、政治的教育を行って国政に当選した若手議員の総称として永田町界隈やマスコミ等で使用されている表現である。1990年の第39回衆議院議員総選挙あたりからこの表現が使われ始め、2009年の第45回衆議院議員総選挙で再び注目を浴びる事となった。

## 経緯

### 自由民主党での小沢チルドレン
1990年に自由民主党の幹事長だった小沢が第39回衆議院議員総選挙にて自民党の選挙戦を指揮し、この時に初当選した若手議員の多くが経世会の一員として小沢の取り巻きとなって行動し、これらの議員が永田町界隈で「小沢チルドレン」と呼ばれるようになった。
そのうちの1人で、後に民主党政権時代に外務大臣・副総理を歴任することになる岡田克也は、民主党副代表当時の2008年1月にジャーナリストの田原総一朗と雑誌にて対談した際、「政治家として歩み始めたころの私は、元祖チルドレンのようなもので、自由民主党、新生党、新進党と、小沢さんと行動をともにしました。」と回想している。

### 新進党での小沢チルドレン
小沢が新進党を結成し、党首に就任してから挑んだ1996年の第41回衆議院議員総選挙で当選した新人議員が改めて「小沢チルドレン」と呼ばれることとなった。具体的な名前として、達増拓也、西田猛、西野陽らが挙げられる。

### 自由党での小沢チルドレン
小沢が新進党を解党し、1998年に自身の側近や新進党時代に当選した議員等で立ち上げた自由党で初当選をした議員が再度、マスコミ等で「小沢チルドレン」と評された。樋高剛、佐藤公治、森ゆうこ等である。

### 民主党での小沢チルドレン、小沢ガールズ

#### 民主党での小沢チルドレン
2003年に自由党が民主党と合流した後の第43回衆議院議員総選挙や第44回衆議院議員総選挙、衆議院補欠選挙や第21回参議院議員選挙では、小沢一郎政治塾出身者 や小沢が発掘して擁立した新人候補に自らの秘書を派遣して辻立ちなど具体的な選挙戦術を指導し、多くの新人議員を当選させた。橋本清仁、室井邦彦、小宮山泰子、青木愛、菊田真紀子、松木謙公、石関貴史、横山北斗、石川知裕、太田和美、谷岡郁子、平山幸司、藤原良信、横粂勝仁などである。2004年には当選1～2回の議員で作る一新会が結成され、また小沢を個別に支持する議員に加えて従来の自由党グループも含め、小沢グループと呼ばれるようになった。
小沢が選挙担当筆頭代表代行として指揮を執った2009年の第45回衆議院議員総選挙では143人の新人議員が誕生し、またその多くに前述のような私設秘書派遣や選挙戦術指導を行って選挙戦を戦ったため、マスコミは大々的に「小沢チルドレン」誕生を報じた。
大量の新人議員が誕生したことから、2005年の第44回衆議院議員総選挙で政界デビューをしたいわゆる小泉チルドレン（83会）との類似性を報じるマスコミもあったが、鳩山由紀夫党代表は「1年以上前から候補になった人がほとんどで、国民の気持ちはそれなりに勉強している。小泉チルドレンみたいにはならない。知的レベルも意志も強い」と、その場凌ぎの候補者擁立ではないことを強調した。
東京都第12区で公明党代表の太田昭宏を破って当選を果たした青木愛は「小沢チルドレンと呼ばれることに対して光栄に思う」と述べたが、小沢一郎本人はテレビに出演した際、小沢チルドレンという言葉が使用されることに対して批判的な考えを示した。
2007年に岩手県知事に当選した達増拓也も小沢チルドレンと呼ばれることに誇りを持っていると表明している。

#### 民主党での小沢ガールズ
第45回衆議院議員総選挙において、小沢は全国各地の自民党大物議員の地盤に女性候補を多数擁立し、また政権交代の象徴区として必勝を期すために私設秘書の派遣や選挙支援に力を注いだため、それらの選挙区は公示前から全国的な注目を浴びることとなった。結果、それらの選挙区で小選挙区当選が相次ぎ、また小差の惜敗率で復活当選する候補者も多かったため、スポーツ新聞や夕刊紙、週刊誌などはこれらの女性候補者を従来一般的に報道で使われていた「くノ一」や「女性刺客候補」ではなく「小沢ガールズ」という表現で記事を記し、全国紙もこの呼称で使用した。「小沢ガールズ」について明確な定義はないものの、「小沢ガールズ」とされた当選者は、新人当選者の三宅雪子、福田衣里子、江端貴子、中林美恵子、岡本英子、山尾志桜里、永江孝子、田中美絵子 等や、元々小沢グループとして前議員であった青木愛や太田和美 等であった。
小沢ガールズについて、2009年8月30日のフジテレビの開票特別番組でタレントの石原良純が小泉チルドレンと同じではないかと質問したが、民主党代表の鳩山由紀夫は失礼だと弁解した。2009年の新語・流行語大賞の候補にもノミネートされた。
また、2010年7月11日の参議院議員通常選挙で初当選を果たした谷亮子も、小沢ガールズとして扱われている。

### 日本未来の党結成後の小沢チルドレン
その後、小沢は、民主党から国民の生活が第一へ、さらに日本未来の党へ移党する。
2012年12月16日の第46回衆議院議員総選挙において、小沢は日本未来の党の新人候補として、地元の岩手などで3人の「新・小沢ガールズ」、北出美翔（北海道8区）、達増陽子（岩手1区）、佐藤奈保美（岩手3区）を擁立するが、全員落選した。なお、達増陽子は「小沢チルドレン」の達増拓也（岩手県知事）の配偶者であり、夫婦である。
第46回衆議院議員総選挙において、「（旧）小沢ガールズ」で小沢と共に日本未来の党へ移党した三宅雪子（千葉4区）、岡本英子（神奈川3区）、太田和美（福島2区）、京野公子（秋田3区）、姫井由美子（千葉8区、参院議員を辞職して立候補）、福田衣里子（比例近畿ブロック（単独））は、落選した。このうち、青木愛（東京12区）は小選挙区で落選するも、比例東京ブロックで復活した。また、同じく第46回衆議院議員総選挙において、「（旧）小沢ガールズ」で民主党に残留した田中美絵子（東京15区）、山尾志桜里（愛知7区）、中林美恵子（神奈川1区）、永江孝子（愛媛1区）、江端貴子（東京10区）は、全員落選した。この結果、「小沢ガールズ」の勢力は大きく減退し、党首嘉田由紀子を追い出す形で、生活の党に改称した後の2013年7月21日の参議院議員通常選挙以後はほぼ消滅した。
2014年12月14日の第47回衆議院議員総選挙において多くが再度立候補したが、当選・国政復帰を果たしたのは民主党の山尾志桜里（愛知7区）、維新の党の太田和美（千葉8区、比例南関東）の2名で青木愛は落選した。この選挙の結果、生活の党は政党要件を喪失したが、選挙後の12月26日、生活の党に山本太郎が合流し、生活の党と山本太郎となかまたちに改称。
2016年7月10日の第24回参議院議員通常選挙では森裕子（新潟県選挙区・無所属）と青木愛（参議院比例区）が国政復帰。さらに主濱了の後継として岩手県選挙区に擁立した木戸口英司も無所属で当選。森と木戸口は生活に合流した。党は自由党に改称した。
2017年の第48回衆議院議員総選挙においては民進党および自由党は公認候補を擁立せず、所属議員は希望の党、立憲民主党、無所属のいずれかで出馬することになった。希望の党からは佐藤公治（広島6区）が当選、立憲民主党からは岡島一正（千葉3区、比例南関東）、日吉雄太（静岡7区、比例東海）、村上史好（大阪6区、比例近畿）の3人が当選した。小沢本人と玉城デニーは自由党籍のまま無所属で出馬し当選を果たした。